# Joseph Eciru Oliach
Joseph Eciru Oliach (* 11. August 1970 in Gweri, Madera, Distrikt Soroti, Uganda) ist ein ugandischer Geistlicher und römisch-katholischer Bischof von Soroti.

## Leben
Joseph Eciru Oliach studierte an den Nationalseminaren in Masaka und Fort Portal. Am 9. August 2003 empfing er das Sakrament der Priesterweihe für das Bistum Soroti.
Nach der Priesterweihe war er in der Pfarrseelsorge tätig. Gleichzeitig war er von 2003 bis 2004 Lateinlehrer am Knabenseminar in Soroti und Lehrer für biblische Theologie und Hebräisch am Nationalseminar in Fort Portal. Von 2006 bis 2009 studierte er am Päpstlichen Bibelinstitut in Rom, wo er das Lizenziat in biblischer Exegese erwarb. Nach weiteren Studien an der Päpstlichen Universität Urbaniana von 2009 bis 2012 wurde er zum Dr. theol. promoviert. Seit 2012 war er am Nationalseminar in Kampala in der Priesterausbildung und als Dozent für Exegese und Hebräisch tätig. Seit 2016 war er außerdem beim Sekretariat der ugandischen Bischofskonferenz für biblische Fragen verantwortlich.
Am 19. März 2019 ernannte ihn Papst Franziskus zum Bischof von Soroti. Sein Amtsvorgänger in Soroti und Erzbischof von Tororo, Emmanuel Obbo AJ, spendete ihm am 25. Mai desselben Jahres die Bischofsweihe. Mitkonsekratoren waren der Apostolische Nuntius in Uganda, Erzbischof Luigi Bianco, und der Bischof von Kasese, Acquirino Francis Kibira. Sein Wahlspruch In vasis fictilibus thesaurum (deutsch: Ein Schatz in irdenen Gefäßen) entstammt dem 2. Brief des Paulus an die Korinther (2 Kor 4,7 ).